# Украјински соколови
Украјински соколови (укр. Українські Соколи) пилотска је група која изводи акробације авионима МиГ-29. Група је основана 1995. године по узору на руску авиогрупу Стрижи. Састојала се од шест авиона МиГ-29 (пет МиГ-29 и један МиГ-29УБ). Група је суспендована 2002. године због трагедије на Лавовском аеродрому.

## Историја
До идеје да се створи ова пилотска група дошло је 1992. године када су у програм ушла два авиона МиГ-29 (9-13 серијски број 2960707542) и МиГ-29УБ (серијски број 50903030678). Виктор Росошански (укр. Віктор Россошанський) је био један од украјинских пилота који су путовали у Канаду и САД 1992. године са херојима СССР. Пилот Владимир Кондауров је припремио две групе украјинских војних пилота да покажу акробатске вјештине авионима МиГ-29.

## Трагедија на Лавовском аеродрому
Украјинске соколове представљају тим Ваздухопловних сила Украјине. Бивши члан Украјинских соколова пуковник Владимир Топонар (укр. полковник Володимир Топонар) који је био командант посаде авиона Су-27УБ (број 42, серијски број 96310425070- 894 ВАП) који се срушио за вријеме аеромитинга на Скинливском аеродрому. Зато што је преживио, добио је казну затвора од 14 година због несреће.

## Подручје
Кировска аеробаза (АР Крим).

## Марш
Почасна песма јединице је била Хеј, соколови, Владимира Верминског (укр. «Гей, соколи», Володимир Вермінський).